# Horex
Horex is een Duits merk van motorfietsen en inbouwmotoren, dat nadat het was opgeheven nog enkele malen terugkwam:

De bedrijfsnamen waren: Horex Fahrzeugbau AG, later Horex-Columbus Werk KG, Fritz Kleeman en Horex-Werke KG, Fritz Kleeman, Bad Homburg (1923-1960), later Zweirad Röth GmbH, Odenwald (jaren zeventig) en Horex GmbH, Garching bei München (2010).

## Voorgeschiedenis
Horex was een Duits motormerk van vader en zoon Friedrich en Fritz Kleemann. Zij hadden samen oorspronkelijk de leiding over de REX Conservenglasfabrieken die weckglazen en -ketels produceerde en ze waren hoofdaandeelhouder van de Motorenfabrik Oberursel AG, waar het merk Columbus werd gebouwd.

### Gnom (1923-1924)
In 1923 startten ze op initiatief van zoon Fritz, die al deelnam aan auto- en motorraces, een eigen motormerk. Fritz kreeg daarvoor de beschikking over een leegstaande hal van de Rex-fabriek. De eerste motor, een 63cc-viertakt-hulpmotor voor fietsen, was nog door Eduard Freise van de Motorenfabrik Oberursel ontwikkeld en werd onder de naam Gnom (dwerg) verkocht. Het was een zijklepmotortje met een boring/slagverhouding van 40 × 50 mm. Voor het kleine cilindertje was er een verhoudingsgewijs fors carter gebouwd. Het vermogen bedroeg 1 pk bij 3.000 tpm. Dit motortje dreef de fiets via een ketting naar het achterwiel aan. De verkoop verliep echter niet vlot. Hoewel er in Duitsland in de jaren na de Eerste Wereldoorlog behoefte was aan goedkope vervoermiddelen, was de motor duurder dan een eenvoudige tweetaktmotor en daar kwam de hyperinflatie van 1922-1923 nog bij. De invoering van de Rentenmark bracht niet op tijd verbetering en de productie eindigde in 1924.

## Geschiedenis

### Jaren twintig

#### Bedrijf
Fritz Kleeman besloot daarop de zaken groter aan te pakken en een motorfietsfabriek op te zetten waarvan de naam was gebaseerd op de vestigingsplaats Bad HOmburg en de naam van de glasfabriek (REX). Daarvoor kocht hij het merk Columbus op. In 1925 overtuigde Fritz Kleemann zijn vader om de motorenproductie en de motorfietsbouw samen te voegen in een nieuwe productiehal. In de loop van 1926 voltooide men de verhuizing van Columbus van Oberursel naar Bad Homburg. Eduard Freise werd ontslagen als directeur. Omdat daarmee ook de constructeur wegviel werden twee Britten in dienst genomen: ingenieur Gregory en zijn assistent Robertson. Vader Friedrich zag inmiddels in dat de conservenglasfabriek geen familiebedrijf zou worden nu zijn zoon zich alleen interesseerde voor de motorfietsproductie. Hij besloot zijn bedrijf te verkopen aan een concurrent, de Weck-Konservenglasgesellschaft in Öfflingen. Daarmee kwam voldoende kapitaal vrij om de Horex-motorfietsproductie voort te zetten, nieuwe productiehallen te bouwen en de verhuizing uit Oberursel te betalen. De Britse constructeurs konden nog niet veel doen. De verhuizing kostte veel manuren. Wel werd een prototype van een triporteur gemaakt op basis van het Horex AM-frame met een Britse 350cc-Villiers-tweetaktmotor. Dat werd echter geen succes. 

##### Hermann Reeb
Hermann Reeb, die even oud was als Fritz Kleemann (beide geboren in 1901) had al een gesolliciteerd bij Friedrich Kleemann als ingenieur voor de weckglasproductie, en ook bij de Motorenfabrik Oberursel. Beide malen was hij niet aangenomen, maar in 1927 huurde Friedrich Kleemann hem in en hij gaf hem meteen het boek The Internal Combustion Engine van Harry Ricardo in handen. In die tijd was dit het standaardwerk voor snellopende viertaktmotoren. Ricardo had onder meer Triumph geholpen bij de ontwikkeling van haar motorfietsen. De bedoeling was uiteraard dat ook Hermann Reeb Ricardo's kennis ging gebruiken om motorblokken voor Horex-Columbus te ontwikkelen. Reeb kon het goed met de familie Kleemann vinden en na zijn huwelijk trok hij met zijn echtgenote in in een deel van de villa van Friedrich en Maria Kleemann. Reeb begon zijn carrière nog in dienst van Gregory, die hem als eerste opdroeg een nieuwe voorvork te ontwikkelen. Reeb wist Kleemann echter te overtuigen een goedkopere en betere oplossing te gebruiken: de Tiger-voorvork van de Köln-Lindenthaler Metallwerke in Keulen. Kleemann kocht uiteindelijk niet alleen de voorvorken in Keulen, maar ook de remnaven. Er bleek echter ook nog werk te zitten in de verbetering van de 500-, 550- en 600cc-zijklepmotor en dat werk kreeg Hermann Reeb. De Britten Gregory en Robertson werden ontslagen. Eind 1927 was Hermann Reeb chefconstructeur. 

##### 1928
1928 was een jaar van veel veranderingen voor Horex. Het was het eerste jaar van Hermann Reeb als chefconstructeur. Men ging de samenwerking aan met Sturmey-Archer en alle Horex-modellen kregen zadeltanks. Bovendien werd bij alle modellen de total loss-smering vervangen door dry-sumpsmering.

##### Sturmey-Archer
| De door Sturmey-Archer geleverde inbouwmotoren moesten voor gebruik gedemonteerd en gereinigd worden omdat er vuil en zand in zat. In Bad Homburg werden ze gebruiksklaar gemaakt en ze verlieten de fabriek met het "Columbus"-logo op de zijdeksels. Wellicht verwarde dat schrijver Erwin Tragatsch, die in zijn "motorbijbel" "Alle Motorräder 1894-1980" schreef: "Ende der zwanziger Jahre baute Horex im Columbus-Werk englische Sturmey-Archer-Lizenzmotoren". Tragatsch dacht dat de motoren in Bad Homburg in licentie geproduceerd waren, mede omdat er "Columbus" op stond. In werkelijkheid was dat dus niet zo. Sturmey-Archer was als leverancier van inbouwmotoren bereid en zelfs gewend om al in haar fabriek in Nottingham de gewenste logo's op de zijdeksels te zetten. |

Het lukte Reeb op korte termijn niet om veel extra vermogen uit de zijkleppers te halen. De oplossing werd gevonden bij Sturmey-Archer, dat alle 350- en 500cc-kopklepmotoren voor Raleigh bouwde. Sturmey-Archer leverde al motorblokken in Duitsland via de Norddeutsche Stahl- und Eisengesellschaft (Nordesta) G.m.b.H. in Berlijn aan merken als Alge, Nestoria, SMW, RMW, Göricke, Mars en Hercules en transmissieonderdelen via Sturmey Archer Gears Limited G.m.b.H. in Neurenberg aan Abako, Diag en NSU. Reeb deed een eerste proef met een Sturmey-Archer 250cc-zijklepmotor die ook inderdaad op de markt kwam, maar hij schakelde al snel over naar de zwaardere kopkleppers. De Sturmey-Archer blokken arriveerden per trein in Bad Homburg, waar de eerder geproduceerde triporteur toch nog nuttig werd, want daarmee haalden de werknemers van Horex ze aan het station af. De motoren waren echter niet schoon en moesten helemaal gedemonteerd en gereinigd worden. Zo kon men vanaf 1928 echter wel twee 500cc-kopkleppers, de S 5 en de SS 5, op de markt brengen. 

##### Vliegtuigmotor
Rond 1928 kwam de vliegtuigbouwer Max Gerner (Flugzeugbau Max Gerner) naar Fritz Kleeman om hem te vragen een nieuwe vliegtuigmotor voor hem te bouwen. Kleemann had nog een aantal werknemers van de Motorenfabrik Oberursel in dienst, die ervaring met vliegtuigmotoren hadden en ook Hermann Reeb had korte tijd bij de Adlerwerke aan vliegtuigmotoren gesleuteld. Omdat de motor laag moest zijn, moest het een zijklepper worden, een 2.500cc-viercilinder die bij 5.000 toeren per minuut ongeveer 40 pk kon leveren. De bestaande 600cc-zijklepper voor motorfietsen zou dat vermogen met gemak kunnen leveren door vier van dergelijke cilinders op één krukas te zetten. Uiteindelijk kreeg Hirth in Stuttgart de opdracht om een speciale krukas te smeden en in Bad Homburg goot men het carter. De eerste test van de motor vond plaats op een eigen aftakking van de spoorlijn van Horex met een draisine en daarna werd de motor in een vliegtuig gebouwd en getest op het vliegveld van Frankfurt-Rebstock. De tests verliepen goed, maar toch zag Fritz Kleemann van het project af omdat hij bang was dat Max Gerner door de nog steeds slechte economische toestand niet zou kunnen betalen.

#### Motorfietsen

##### Horex AM (1924)
Deze eerste Horex-motorfiets had een 246cc-Columbus-zijklepmotoren met een tweeversnellingsbak, kettingaandrijving en een parallellogramvork met zijdelings geplaatste schroefveren. Fritz Kleemann had tot dat moment alleen nog hulpmotoren in bestaande fietsframes gemonteerd, en de fabriekshal die hij van zijn vader gekregen had bevatte geen inrichting om frames te maken. Daarom kocht hij de eerste frames van de Maschinenfabrik Stein in Frankfurt am Main, waar de Dolf-motorfietsen werden gebouwd. Dit verklaart ook dat de Horex-frames ook later, toen Kleemann zijn eigen frames maakte, nog steeds op de Dolf-frames leken. De Horex AM werd een kassucces, waardoor al snel andere merken de Columbus 246cc-motor als inbouwmotor bestelden. 

##### Horex T 5, 550 en T 6 (1924-1939)
In 1924 ontwikkelde Eduard Freise in opdracht van zijn nieuwe werkgever een nieuwe 500cc-zijklepmotor. Al heel snel kwamen er nog twee versies bij: 550- en 600cc. De slag was steeds 110 mm, de boring wisselde: 76 mm om op 499 cc te komen, 80 mm leverde 552,9 cc op en 83 mm resulteerde in 595,2 cc. De 500cc-Horex T 5 leverde 12 pk, de 550cc-versie 14 pk en de 600cc-Horex T 6 15 pk. Van de 550cc-versie werden echter zeer weinig exemplaren verkocht. Mogelijk is de machine zelfs alleen geadverteerd maar is er geen enkele daadwerkelijk besteld. De overige versies deden het echter goed en wonnen ook veel prijzen in wegraces, heuvelklims en baanwedstrijden. Met een tot 675 cc opgeboorde 600cc-machine werd Fritz Kleemann in 1927 derde tijdens een 1.000cc-race op de Nürburgring. Op zich was dat een sterke prestatie, maar hij ontdekte ook dat er nog veel aan de machines verbeterd kon worden. Hermann Reeb wist eind 1927, begin 1928 1 pk extra uit de 500- en 600cc-zijkleppers te halen door de cilinderkoppen te wijzigen en grotere koelribben toe te passen en de 600cc-machine leverde 18 pk en in sportversie 19 pk, maar dat was niet meer voldoende. Uiteindelijk moest de oplossing gevonden worden in kopklepmotoren, maar daar was tijd voor nodig. Wel bouwde Reeb voor racedoeleinden een JAP-kopklepcilinder op het carter van de 600. 

##### Horex S 5 en SS 5 (1928-1933)
Hermann Reeb moest een moderne, op Britse leest geschoeide motorfiets ontwikkelen. Reeb ontwikkelde een nieuw frame, een nieuwe voorvork en een afneembare cilinderkop voor een 500cc-zijklepper, de vernieuwde Horex T 5, die 12 pk bij 3.500 tpm leverde en die in 1928 al op de markt kwam. De ontwikkelingstijd was waarschijnlijk te kort geweest, want de motor was te duur voor de lage productieaantallen die Horex kon realiseren. Daarom kwam in 1929 het sportmodel Horex S 5, uitgerust met een 20pk-sterke Sturmey-Archer-kopklepmotor. Voor sportievere rijders was er een nog sterker model: de Horex SS 5. Door het weglaten van een plaat onder de cilinder had deze machine een hogere compressie en daardoor steeg het vermogen naar 22 pk.

##### Technische gegevens jaren twintig

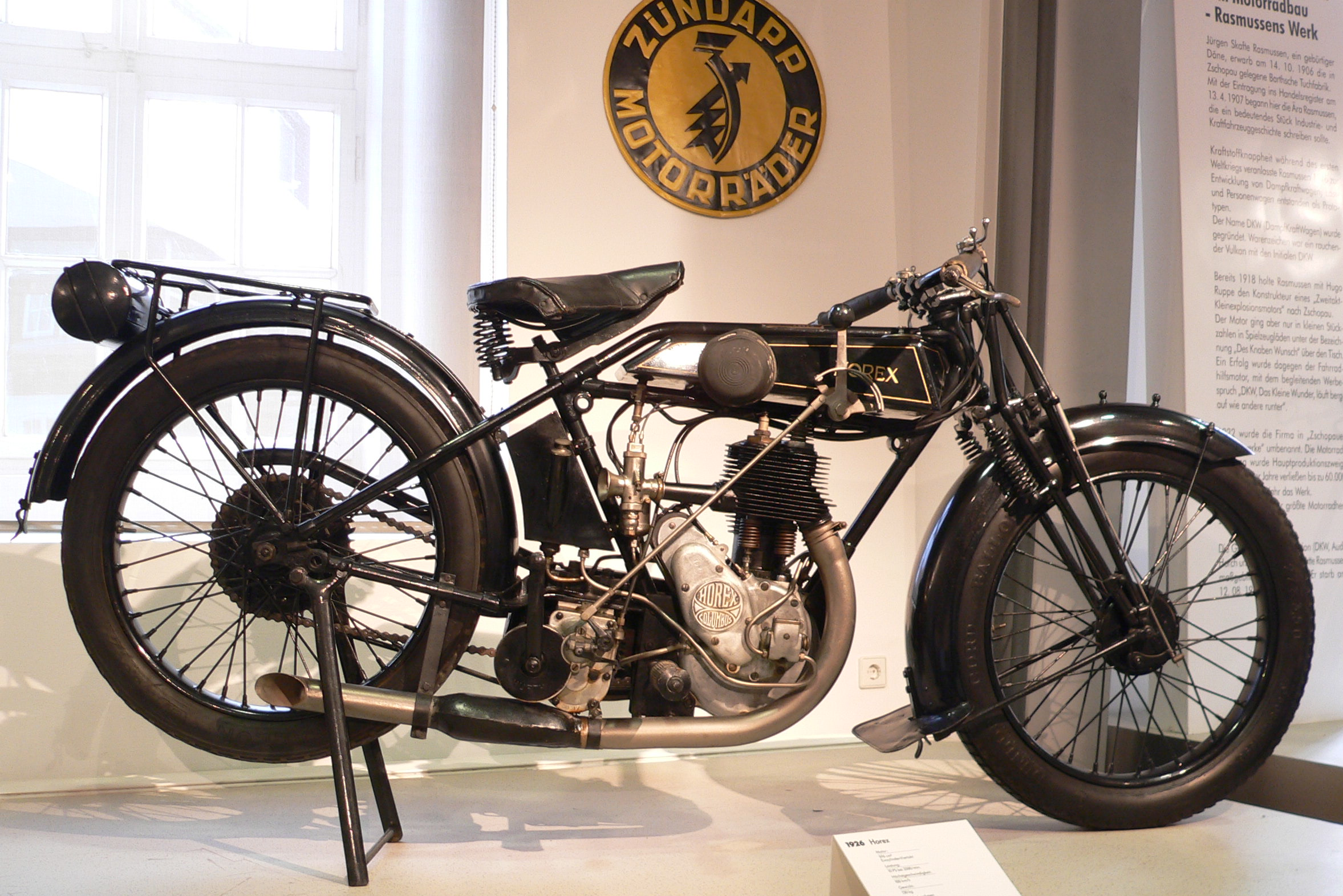
Horex T 6 uit 1926

| Horex                  | AM                           | T 5                             | 550                          | T 6                             | S 5                                | SS 5                               |
| ---------------------- | ---------------------------- | ------------------------------- | ---------------------------- | ------------------------------- | ---------------------------------- | ---------------------------------- |
| Periode                | 1924-1926                    | 1924-1939                       | 1924                         | 1924-1939                       | 1928-1933                          | 1928-1933                          |
| Categorie              | Toermotor                    | Toermotor                       | Toermotor                    | Toermotor                       | Sportmotor                         | Sportmotor                         |
| Motortype              | Zijklep                      | Zijklep                         | Zijklep                      | Zijklep                         | OHV                                | OHV                                |
| Bouwwijze              | Columbus staande eencilinder | Columbus staande eencilinder    | Columbus staande eencilinder | Columbus staande eencilinder    | Sturmey-Archer staande eencilinder | Sturmey-Archer staande eencilinder |
| Boring                 | Onbekend                     | 76 mm                           | 80 mm                        | 83 mm                           | 79 mm                              | 79 mm                              |
| Slag                   | Onbekend                     | 110 mm                          | 110 mm                       | 110 mm                          | 101 mm                             | 101 mm                             |
| Cilinderinhoud         | 246 cc                       | 499,0 cc                        | 552,9 cc                     | 595,2 cc                        | 495,1 cc                           | 495,1 cc                           |
| Smeersysteem           | Total loss                   | Total loss, vanaf 1928 Dry sump | Total loss                   | Total loss, vanaf 1928 Dry sump | Dry sump                           | Dry sump                           |
| Max. Vermogen          | Onbekend                     | 12 pk                           | 14 pk                        | 15 pk, later 18 pk              | 20 pk                              | 22 pk                              |
| Primaire aandrijving   | Ketting                      | Ketting                         | Ketting                      | Ketting                         | Ketting                            | Ketting                            |
| Versnellingen          | 2                            | 4                               | 4                            | 4                               | 4                                  | 4                                  |
| Secundaire aandrijving | Ketting                      | Ketting                         | Ketting                      | Ketting                         | Ketting                            | Ketting                            |
| Rijwielgedeelte        | Brugframe met dragende motor | Brugframe met dragende motor    | Brugframe met dragende motor | Brugframe met dragende motor    | Brugframe met dragende motor       | Brugframe met dragende motor       |
| Voorvork               | Druid                        | Tiger                           | Tiger                        | Tiger                           | Tiger                              | Tiger                              |
| Achtervork             | Star frame                   | Star frame                      | Star frame                   | Star frame                      | Star frame                         | Star frame                         |
| Remmen                 | Trommelremmen                | Trommelremmen                   | Trommelremmen                | Trommelremmen                   | Trommelremmen                      | Trommelremmen                      |
| Voorganger             | Geen                         | Geen                            | Geen                         | Geen                            | Geen                               | Geen                               |
| Opvolger               | Geen                         | Geen                            | Geen                         | Geen                            | S 6                                | S 8                                |

### Jaren dertig

#### Bedrijf

##### Importbeperkingen
Begin jaren dertig voerde de Nationaalsocialistische Duitse Arbeiderspartij importbeperkingen in om de eigen industrie te beschermen. Voor Horex was dat enerzijds een probleem, want het kon de Sturmey-Archer-motoren niet meer inkopen, maar het leverde ook kansen: Andere Duitse merken die Britse inbouwmotoren gebruikten moesten overstappen op Duitse producten. Zo kocht Tornax in Wuppertal de 800cc-tweecilinders van de Horex S 8 om er de Tornax Tornado mee te maken, een geluk bij een ongeluk, want de S 8 werd nauwelijks verkocht en er was een overschot aan motorblokken gemaakt. Ook Franz Bücker in Oberursel werd weer klant bij Columbus, evenals Phönix in Neheim-Hüsten en August Würring in Breitscheid en Hercules in Neurenberg. 

##### 1935
In 1935 kregen alle modellen een technische wijziging. Alle nokkenasaandrijvingen veranderden van tandwielaandrijving naar kettingaandrijving. Dat kwam omdat nokkenaskettingen intussen goedkoper en degelijker waren dan tandwieloverbrengingen. 

##### 1937
In 1937 werd Horex een commanditaire vennootschap, waarvan de aandelen bij vader Friedrich Kleemann, zoon Fritz Kleemann en diens zuster, die naar de Verenigde Staten was verhuisd. 
| Eind jaren dertig kwam Richard Küchen van Victoria over naar Horex. Küchen was een echte topconstructeur. Samen met zijn broer Xavier had hij zich vanaf het begin van de jaren twintig beschikbaar gesteld als constructeur bij kleine merken die geen eigen ontwikkelingsafdeling hadden. Hun eigen inbouwmotor werd kortweg K-motor genoemd en door ten minste 36 merken ingebouwd. Richard had nog meer naam gemaakt door de boxermotoren die hij voor Zündapp had ontwikkeld. Küchen bouwde gladde, zelfs gestroomlijnde motorblokken. Bovendien bouwde hij blokmotoren. Na Zündapp werkte hij nog bij DKW en - zoals gezegd - Victoria in Neurenberg. Victoria had feitelijk ook een belang in de overstap van Küchen naar Horex-Columbus. Küchen had al eerder gladde, gestroomlijnde carters voor Victoria gemaakt, maar de 350cc-modellen waren voorzien geweest van Sturmey-Archer-inbouwmotoren, maar die konden door de importbeperking van den nazi's niet meer worden gebruikt. Men zocht bij Columbus een nieuw 350cc-blok maar de S 35 voldeed niet aan de eisen van Victoria. Küchen ontwikkelde samen met Hermann Reeb de Horex SB 35. Met dit motorblok bouwde Victoria tienduizenden Victoria KR 35's, onder meer voor de Wehrmacht. |

#### Motorfietsen

##### Horex S 2 (1931-1938)
Al in 1928 was de Duitse verkeerswetgeving gewijzigd, waardoor voor motorfietsen tot 200 cc geen belasting hoefde te worden betaald en ook geen rijbewijs nodig was. Daardoor werd de 200cc-klasse belangrijk voor de motorfietsmarkt en Zündapp haakte daar onmiddellijk op in met de Zündapp Z 200. BMW aarzelde langer en Horex had tijd verloren door de ontwikkeling van de vliegtuigmotor. Pas in 1931 kwamen ze allebei op de markt met 200cc-machines, de BMW R 2 en de Horex S 2. Deze machine had een boring/slagverhouding van 57 × 78 mm (199 cc). De Horex leverde 9½ pk, veel meer dan de Zündapp Z 200, maar dat merk reageerde snel met nieuwe modellen, de DE 200 die 7 pk leverde en in 1933 de OK 200 met 8½ pk en asaandrijving. De BMW had ook asaandrijving, maar leverde eerst 6 pk en vanaf 1934 8 pk. Bovendien was de BMW te duur voor mensen die juist moesten bezuinigen door belasting- en rijbewijsvrij te kunnen rijden. De Horex S 2 was een kopklepper met kettingaandrijving die tot 1938 op de markt bleef en die ook vrij uitgebreid toegerust was met een toerenteller, een brandstofmeter, een achterwielstandaard, een kettingscherm en naar keuze een bagagerek of een duozadel. Dat maakte met 950 Reichsmark de Horex S 2 ook vrij duur. In 1931 was dat nog geen groot probleem, maar in 1933 bracht NSU haar OSL 200 uit voor slechts 800 Reichsmark. Daardoor daalden de verkoopaantallen van 850 in het eerste jaar naar minder dan 150, terwijl NSU 1.100 OSL's verkocht. 

##### Horex S 3 (1931-1938)
De Horex S 3 verscheen ook in 1931, als zustermodel van de S 2, met een 300cc-kopklepmotor. Het was niet zomaar een opgeboorde S 2, de S 3 had een boring/slagverhouding van 64 × 92 mm. Ook de S 3 bleef tot 1938 in de handel. 

##### Horex S 6 en S 8 (1933-1936)
In de jaren 1931/1932 ontwikkelde Reeb in het geheim een paralleltwin met een enkele bovenliggende nokkenas. Op kerstavond 1932 presenteerde hij de machine aan de directie, maar Fritz Kleemann was terughoudend omdat de Grote Depressie nog niet voorbij was en klanten zich een dergelijke dure machine niet konden veroorloven. Toch gaf hij begin 1933 toestemming om twee versies in productie te nemen: De Horex S 6 (65 × 90 mm, 600 cc) die 24 pk bij 5.000 tpm leverde, en de Horex S 8 (75 × 90 mm, 800 cc) die 30 pk bij 5.000 tpm leverde. De dry-sump-motoren hadden driedelige aluminium carters die verticaal waren gedeeld met een aparte olietank in het achterste deel en een gietijzeren cilinderblok en cilinderkop. De krukas had kogellagers en de primaire aandrijving zat aan de linkerkant. Aan de rechterkant zat de aandrijfketting voor de nokkenas. Een tweede ketting dreef de oliepomp en de ontstekingsmagneet aan. Een speciale pakking tussen het distributiecarter en cilinderblok en -kop ving de verschillen in uitzettingscoëfficiënt tussen aluminium en gietijzer op. De machines werden geen succes. De slijtage van de nokkenas was hoog omdat daar bij de koude start te weinig olie kwam. Bovendien bracht Zündapp gelijktijdig de viercilinders K 600 en K 800 uit. Dit waren eveneens zware, luxe machines, maar ze hadden zijklepmotoren die weliswaar wat minder vermogen leverden, maar die ook betrouwbaarder waren. Er waren wel sportieve resultaten met tot 1.000 cc opgeboorde S 8's maar de verkoopaantallen bleven erg laag. Van de S 6 en de S 8 werden ongeveer 170 exemplaren gebouwd. Het surplus aan geproduceerde motorblokken werd aan Tornax in Wuppertal verkocht. 

##### Horex S 64 (1934-1936)
Het geringe succes van de S 6 en de S 8 dwong Kleemann om een goedkoper model uit te brengen. Het werd een 600cc-eencilinder, die toch heel modern was want het werd een kopklepper met vier kleppen, opgebouwd op het carter van de oude T 6-zijklepper. Daarmee was het de eerste Duitse vierklepper die in serie werd geproduceerd. Van de type-aanduiding S 64 stond de "S" voor "Sport", de "6" voor "600 cc" en de "4" voor de vier kleppen. Van de T 6 herkende men nog de nokkenasaandrijving via tandwielen, maar de motor was toch flink gewijzigd. De boring groeide van 80 mm naar 85 mm en de slag kromp van 117,5 mm naar 103,5 mm, waardoor de motor "vierkanter" werd. Aanvankelijk zat de bougie aan de voorkant van de cilinderkop, tussen de beide uitlaatkleppen, maar dat leidde vooral bij zijspangebruik tot een slechte verbranding en veel warmteontwikkeling. Reeb probeerde dit op te lossen door grotere koelribben aan tussen de kleppen te maken, maar dat werkte niet. De cilinderkoppen scheurden tussen de beide uitlaatkleppen. Uiteindelijk plaatste Reeb de bougie centraal, waarmee het probleem tijdelijk was opgelost. Dit waren nog cilinderkoppen met buitenliggende kleppen. De productie van de S 64 werd al na twee jaar beëindigd. Hoewel het een mooie en met 24 pk ook sterke machine was die geprezen werd om haar soepele loop zat ze opnieuw in het dure segment, met concurrentie van de BMW R 17 en de Zündapp K 600 en KS 500. Ook die merken hadden het moeilijk, want de Duitse markt werd vooral beheerst door lichte en goedkope machines van NSU en DKW en inbouwmotoren van ILO en Sachs. Van de Horex S 64 werden minder dan 1.000 exemplaren verkocht. 

##### Horex S 35 (1934-1939)
In 1934 verscheen het sportmodel S 35, een 350cc-luchtgekoelde eencilinder met Columbus-motor met een boring/slagverhouding van 69 × 91,2 mm. Aan de rechterkant van de licht voorover hellende cilinder zat een ronde buis, waardoor het leek alsof de bovenliggende nokkenas door een koningsas werd aangedreven. Dat was echter slechts schijn: in de buis zaten de beide stoterstangen en de machine had een laaggeplaatste nokkenas. De machine had nu echter een aparte olietank en de - voor sportmotoren gebruikelijke - fishtail pipe. De machine bleef tot in 1939 in productie en was - zeker voor Horex begrippen - goedkoop. Het Motorpaleis in Rotterdam importeerde de machine en bracht haar voor 625 gulden op de markt.

##### Horex S 5 en S 6 (1935-1940)
In 1935 werden de Horex S 5 en S 6 vernieuwd door de Sturmey-Archer-kopklepmotoren van de S 5 en de tweecilinder van de S 6 te vervangen door nieuwe Columbus-eencilindermotoren met ingesloten kleppen en een oliepomp die was geïntegreerd in het rechter zijdeksel van de motor. De Columbus-langeslagmotoren hadden problemen met de smering en daarom werden deze machines met een total loss smering met een handpomp uitgerust. Horex noemde dit "Frischölschmierung", maar dat kon niet verbloemen dat het een hopeloos ouderwets systeem was en beide modellen werden dan ook nauwelijks verkocht. 

##### Horex S 25 (1938-1939)
De Horex S 25 kwam in 1938 op de markt. Het was een 250cc-kopklepper, net als de Horex S 3 een vergrote versie van de Horex S 2.

##### Horex SB 35 (1939-1940, 1948-1949)
In 1937 huurde Kleemann Richard Küchen in om samen met Hermann Reeb de 350cc-SB (Sport Block) 35 te ontwikkelen. Waarschijnlijk was Küchen gestuurd door zijn eerdere werkgever Victoria in Neurenberg, dat een vervangend blok nodig had voor de 350cc-Sturmey-Archer-kopkleppers die door de importbeperking niet meer ingekocht konden worden. Samen ontwikkelden Reeb en Küchen een nieuwe 350cc-kopklepmotor voor Victoria én voor Horex, maar beide blokken waren niet identiek. Victoria eiste kooilagers voor de drijfstang en een "hetere" nokkenas, waardoor de blokken voor Victoria 2 pk extra leverden. Dankzij de inbreng van Küchen had het blok, vooral het linker carterdeksel, een druppelvormige stroomlijn gekregen, waardoor het er veel strakker uitzag dan de Sturmey-Archer blokken. In 1939 kwamen de machines op de markt, de Horex SB 35 een half jaar later dan de Victoria KR 35. Het uitbreken van de Tweede Wereldoorlog maakte al snel een einde aan de SB 35, maar Victoria kreeg van de Wehrmacht opdracht om 11.000 Victoria KR 350 WH-ordonnancemotoren te leveren. Dat betekende ook tijdens de oorlog werk voor Horex-Columbus, dat de motorblokken leverde. Toen Horex in 1948 weer begon met de productie van motorfietsen waren dat SB 35's waarvan er tot eind 1949 ongeveer 2.000 werden geproduceerd. Een aantal daarvan had al een telescoopvork.

##### Technische gegevens jaren dertig

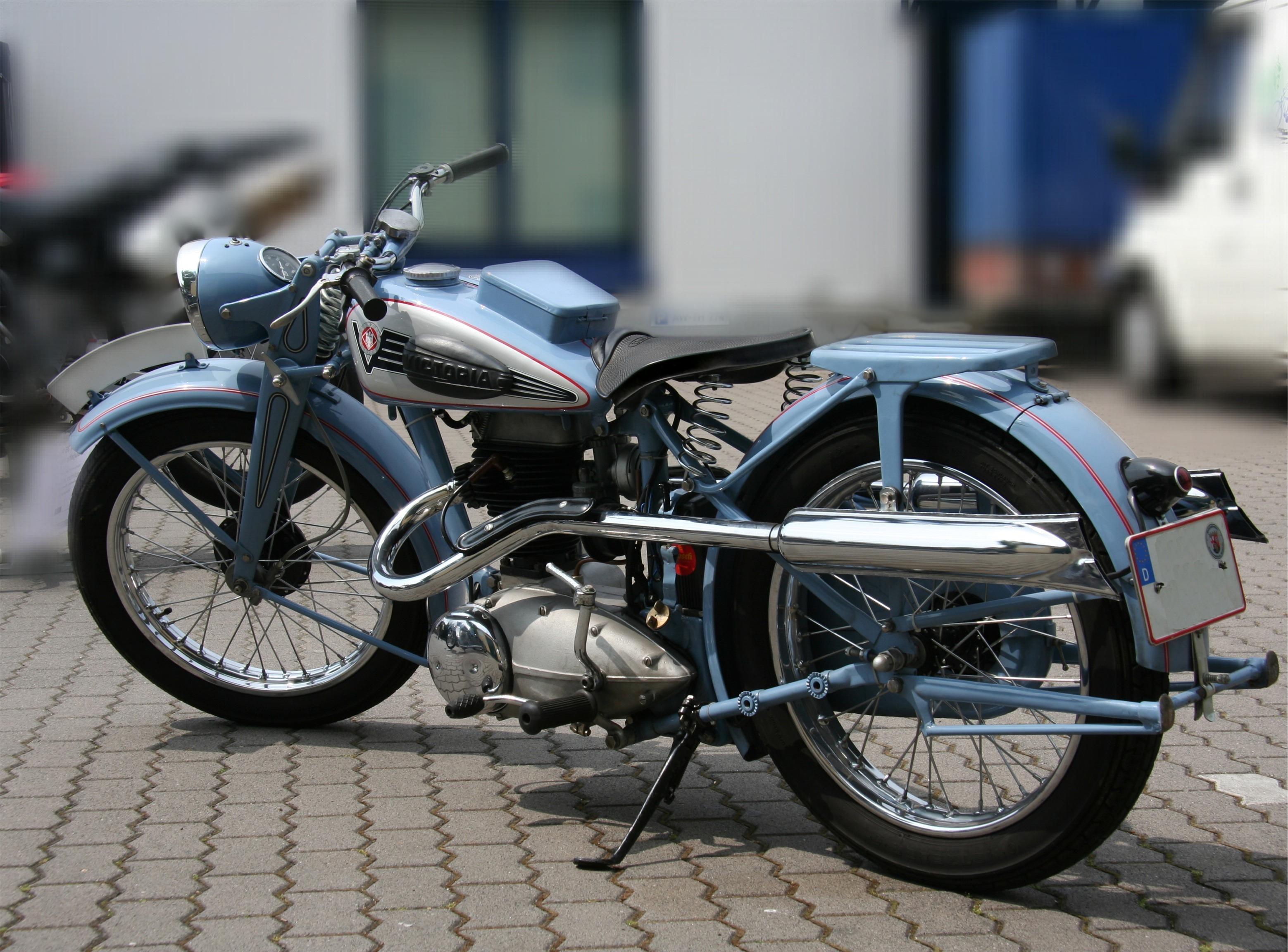
Het Horex SB 35-blok werd gebruikt in de Victoria Pionier

| Horex                  | S 2                          | S 3                          | S 6                          | S 8                          | S 64                         | S 35                         | S 25                         | SB 35                             |
| ---------------------- | ---------------------------- | ---------------------------- | ---------------------------- | ---------------------------- | ---------------------------- | ---------------------------- | ---------------------------- | --------------------------------- |
| Periode                | 1931-1938                    | 1931-1938                    | 1933-1936                    | 1933-1936                    | 1934-1936                    | 1934-1939                    | 1938-1939                    | 1939-1940 1948-1949               |
| Categorie              | Toermotor                    | Toermotor                    | Sportmotor                   | Sportmotor                   | Sportmotor                   | Sportmotor                   | Toer                         | Sport                             |
| Motortype              | OHV                          | OHV                          | OHC                          | OHC                          | OHV                          | OHV                          | OHV                          | OHV                               |
| Bouwwijze              | Staande eencilinder          | Staande eencilinder          | Paralleltwin                 | Paralleltwin                 | Staande eencilinder          | Staande eencilinder          | Staande eencilinder          | Staande eencilinder               |
| Boring                 | 57 mm                        | 64 mm                        | 65 mm                        | 75 mm                        | 85 mm                        | 69 mm                        | Onbekend                     | 69 mm                             |
| Slag                   | 78 mm                        | 92 mm                        | 90 mm                        | 90 mm                        | 103,5 mm                     | 91,2                         | Onbekend                     | 91,2                              |
| Cilinderinhoud         | 199,0 cc                     | 296,0 cc                     | 597,3 cc                     | 795,2 cc                     | 587,3 cc                     | 341.2 cc                     | Onbekend                     | 341,2 cc                          |
| Smeersysteem           | Dry-sump                     | Dry-sump                     | Dry-sump                     | Dry-sump                     | Dry-sump                     | Dry-sump                     | Dry-sump                     | Dry-sump                          |
| Max. Vermogen          | 9,5 pk                       | Onbekend                     | 24 pk bij 5.000 tpm          | 30 pk bij 5.000 tpm          | 24 pk                        | 14 pk                        | Onbekend                     | 14 pk                             |
| Primaire aandrijving   | Ketting                      | Ketting                      | Ketting                      | Ketting                      | Ketting                      | Ketting                      | Ketting                      | Ketting                           |
| Versnellingen          | Onbekend                     | Onbekend                     | 4                            | 4                            | 4                            | 4                            | 4                            | 4                                 |
| Secundaire aandrijving | Ketting                      | Ketting                      | Ketting                      | Ketting                      | Ketting                      | Ketting                      | Ketting                      | Ketting                           |
| Rijwielgedeelte        | Brugframe met dragende motor | Brugframe met dragende motor | Brugframe met dragende motor | Brugframe met dragende motor | Brugframe met dragende motor | Brugframe met dragende motor | Brugframe met dragende motor | Brugframe met dragende motor      |
| Voorvork               | Girder                       | Girder                       | Girder                       | Girder                       | Girder                       | Girder                       | Girder                       | Girder, in 1949 ook telescoopvork |
| Achtervork             | Star frame                   | Star frame                   | Star frame                   | Star frame                   | Star frame                   | Star frame                   | Star frame                   | Star frame                        |
| Remmen                 | Trommelremmen                | Trommelremmen                | Trommelremmen                | Trommelremmen                | Trommelremmen                | Trommelremmen                | Trommelremmen                | Trommelremmen                     |
| Voorganger             | Geen                         | Geen                         | Geen                         | Geen                         | S 6                          | Geen                         | Geen                         | S 35                              |
| Opvolger               | Geen                         | Geen                         | Geen                         | Geen                         | Geen                         | SB 35                        | Geen                         | Regina 350                        |

### Jaren veertig

#### Bedrijf

##### Derde Rijk en Tweede Wereldoorlog
Directeur Fritz Kleemann was een overtuigd nazi. Al in de jaren dertig maakte hij van zijn bedrijf een nationaalsocialistische modelonderneming. Hij was lid van de NSDAP, "Obersturmführer" van de SA en ook Wehrwirtschaftsführer. Na het uitbreken van de oorlog werd de motorfietsproductie beëindigd en ging het bedrijf naast de SB 35-blokken voor Victoria ook munitie produceren. Toen steeds meer werknemers werden opgeroepen voor de dienstplicht, en ook het Volkssturmgewehr bij Horex gemaakt moest woren, werden ze vervangen door dwangarbeiders, o.a. uit Oekraïne. Na de oorlog werd Kleemann tot drie jaar wederopbouwarbeid veroordeeld. De fabriek werd gesloten, tot op een dag Hermann Reeb thuis werd opgehaald om haar weer te openen. Het bedrijf was volledig intact en moest voor de Duitse wederopbouw onderdelen voor de verwoeste spoorlijnen gaan maken. Dat had voor een deel te maken met "Kommerzienrat" Friedrich Kleemann, die veel belangrijke contacten had, niet alleen in Bad Homburg, maar via zijn dochter ook in de Verenigde Staten. Zo duurde het niet lang eer de Amerikaanse bezetters op het idee kwamen de Horex-fabriek weer in te zetten. Directeur Fritz Kleemann zat echter in de gevangenis en daarom nam Hermann Reeb het initiatief om - nu de motorfietsproductie nog verboden was - andere middelen te bedenken om het bedrijf draaiende te houden. Hij ontwierp stationaire motoren en inbouwmotoren voor allerlei doeleinden: een dieselmotor voor een tractor, een blokje voor een tweewieltractor, een 350cc-motor voor een zelfbinder en uit de zijklepmotoren van de T 5 en de T 6 ontstonden stationaire motoren voor de bouw en het boerenbedrijf. Zo was Horex op de Hannover Messe van 1947 present, kon men werkopdrachten aannemen en nieuwe producten leveren. Daarmee werd de financiële basis gelegd voor het moment dat de motorfietsproductie weer opgestart zou mogen worden. 

##### Hervatting van de productie
In 1948 was Horex het eerste Duitse bedrijf dat weer motorfietsen groter dan 250 cc mocht produceren. De productie werd hervat met de vooroorlogse SB 35, waarvan er tot eind 1949 ongeveer 2.000 verkocht werden. De laatsten daarvan kregen al nieuwe aluminium cilinderkoppen en een telescoopvork. Deze machines werden geëxporteerd naar Zwitserland. 

#### Motorfietsen

##### Horex Regina (1949-1958)
In 1950 verscheen een nieuw 350cc-model, de Horex Regina 350. Dit zou de meest verkochte Horex worden. De machine was nog gebaseerd op de S 35 en de SB 35, maar veel moderner vormgegeven en voor het eerst kreeg een Horex achtervering. In 1952 verscheen de iets sterkere Horex Regina 350 Sport en de Horex Regina 250. In 1954 volgde de 400cc-Horex Regina 400, vooral bedoeld als zijspantrekker. 

##### Horex 500cc-tweecilinder racer (1949-1950)
Na de Tweede Wereldoorlog begon Horex aanvankelijk te racen met 350cc-machines, gebaseerd op de SB 35, doorontwikkeld door Harald Oelerich en bereden door Friedel Schön, die er in Duitsland een aantal wedstrijden mee won. Het was echter al snel duidelijk dat de machine in internationaal gezelschap niet snel genoeg zou zijn en daarom werd er al in 1948 en 1949 gewerkt aan een nieuwe 500cc-tweecilinder met dubbele bovenliggende nokkenassen. Dat kon men doen omdat Horex het eerste Duitse merk was dat van de geallieerden weer motorfietsen boven 250 cc mocht maken. Er werd slechts één machine gebouwd met een motorblok dat zo groot was dat er eigenlijk geen ruimte meer was voor een benzinetank. Die kwam dan ook onder het zadel te zitten. Al bij de eerste testen kwamen er grote problemen aan het licht en daarom werd het project afgebroken ten gunste van de nieuwe ontwikkeling van Hermann Reeb: de 500cc-Horex Imperator. De Imperator-motor werd echter ook gebruikt om te racen.
Het raceblok ging echter niet verloren. Het werd afgestaan aan privérijder Ernst Hoske, die er vanaf het voorjaar van 1952 mee ging racen en het blok ook verder verbeterde. Hoske ontwierp zelfs nieuwe gietmallen en Horex verrichtte het gietwerk voor hem. Zo werd de motor geleidelijk helemaal nieuw ontworpen. De boring/slagverhouding was identiek aan die van de Imperatormotor, 65 × 75 mm. De kleppen stonden onder een hoek van 83°. De nokkenassen werden aangedreven door een tandwieltrein vanaf de krukas. Deze tandwieltrein dreef ook de beide magneten aan. De versnellingsbak kwam van Hurth en de machine leverde 45 à 48 pk bij 8.500 tpm.

##### Technische gegevens jaren veertig

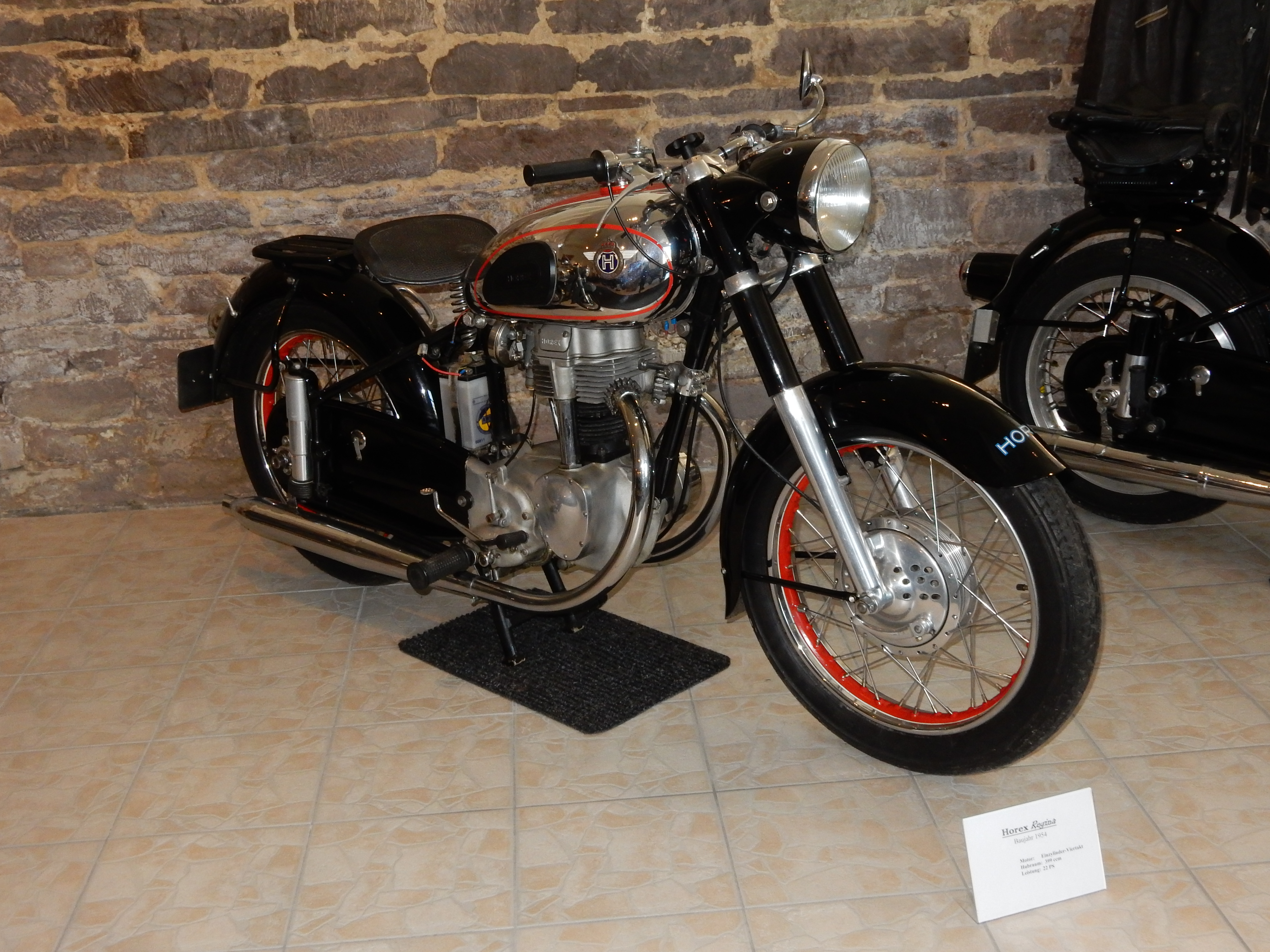
400cc-Horex Regina uit 1954

| Horex                  | SB 35                             | Regina 350                   | 500cc-wegracer      |
| ---------------------- | --------------------------------- | ---------------------------- | ------------------- |
| Periode                | 1939-1940 1948-1949               | 1949-1958                    | 1949-1953           |
| Categorie              | Sportmotor                        | Toermotor                    | Wegracer            |
| Motortype              | OHV                               | OHV                          | DOHC                |
| Bouwwijze              | Staande eencilinder               | Staande eencilinder          | Paralleltwin        |
| Boring                 | 69 mm                             | 69 mm                        | 65 mm               |
| Slag                   | 91,2 mm                           | 91,5 mm                      | 75 mm               |
| Cilinderinhoud         | 341,2 cc                          | 342,1 cc                     | 497,6 cc            |
| Smeersysteem           | Dry-sump                          | Dry-sump                     | Dry-sump            |
| Max. Vermogen          | 18 pk bij 5.000 tpm               | 18 pk bij 5.000 tpm          | 48 pk bij 9.800 tpm |
| Primaire aandrijving   | Ketting                           | Ketting                      | Ketting             |
| Versnellingen          | 4                                 | 4                            | Onbekend            |
| Secundaire aandrijving | Ketting                           | Ketting                      | Ketting             |
| Rijwielgedeelte        | Brugframe met dragende motor      | Brugframe met dragende motor | Dubbel wiegframe    |
| Voorvork               | Girder, in 1949 ook telescoopvork | Telescoopvork                | Telescoopvork       |
| Achtervork             | Star frame                        | Plunjervering                | Swingarm            |
| Remmen                 | Trommelremmen                     | Trommelremmen                | Trommelremmen       |
| Voorganger             | S 35                              | SB 35                        | Geen                |
| Opvolger               | Regina 350                        | Resident                     | Geen                |

### Jaren vijftig

#### Bedrijf
Nadat Hermann Reeb in afwezigheid van Fritz Kleemann het bedrijf na de oorlog weer had opgestart, nam Kleemann begin jaren vijftig zijn zoon Lothar in dienst als directeur en zijn schoonzoon Wolf Fischer-Jene als verkoopleider. Het bedrijf ging werken volgens het "Baukastensystem", zoals ook BMW dat altijd gedaan had en waarbij zoveel mogelijk onderdelen uitwisselbaar waren. Zo werd het frame van de Horex Imperator ook gebruikt voor de Horex Resident. Halverwege de jaren vijftig stortte de Duitse motorfietsmarkt volledig in. Motorfietsen werden verdrongen door scooters, bromfietsen en dwergauto's en bovendien werden de verzekeringspremies sterk verhoogd. De Horex Regina verkocht uitstekend, maar de opvolgers Imperator en Resident kwamen precies op het moment dat de markt terugliep. In 1957 probeerde men nog een deal te maken met Joe Berliner, de Amerikaanse importeur van Zündapp. Berliner had net de International Motorcycle Company in New York overgenomen en raakte meteen zijn topmodel, de KS 601 "Grune Elefant", waarvan de productie was beëindigd, kwijt. Berliner had snel een machine nodig die gegarandeerd een snelheid van 100 mijl per uur kon halen en Kleemann was bereid daar de Imperator 400 voor op te boren tot 450 cc. Als "Horex" kon de machine echter niet op de Amerikaanse markt komen, want Horex had al een Amerikaanse importeur: Foreign Motorcycle Corporation. Daarom werd deze 450cc-Horex Imperator in de VS "Zündapp 450 Constellation". Dat lekte uiteraard uit en FMC daagde Horex voor het gerecht. Dat bepaalde dat 250 reeds geëxporteerde machines in de VS verkocht mochten worden, maar de rest werd verschroot. Horex probeerde tevergeefs een aantal overtollige 450cc-blokken te verkopen als stationaire motor of als aandrijving voor dwergauto's. Eind 1958 verliet Hermann Reeb het bedrijf. Het bedrijf overleefde nog een aantal maanden met producten als kinderfietsjes, tuinscharen en tangen en omdat Daimler-Benz al een deel van de productiehallen bezette werden er al auto-onderdelen zoals kleppen en stuurinrichtingen geproduceerd. Op 1 oktober 1960 werd de fabriek aan Daimler-Benz verkocht. De merknaam "Horex" werd eigendom van Friedel Münch. 

#### Motorfietsen

##### Horex Imperator prototype (1951)
In 1951 verscheen al een prototype van de nieuwe 500cc-tweecilinder Horex Imperator. Het 30pk-sterke prototype werd in september 1952 aan het publiek voorgesteld, maar het was nog niet productierijp. Het blok kende nog een aantal problemen, waaronder de olietoevoer en de - naar rechts verhuisde - primaire aandrijving. Dat had alles te maken met het gebrek aan middelen en tijd die constructeur Rudolf Gunkel tot zijn beschikking had. Ook het frame was nog niet sterk genoeg. Reeb had grote moeite met het oplossen van de problemen, terwijl hij tegelijkertijd nog aan de racemotoren moest werken. Door dit alles liepen de kosten hoog op en het project werd gestaakt. De vroegst mogelijke introductie van de 500cc-Imperator zou voorjaar 1953 zijn geweest. Het duurdere segment zou tegen die tijd weer zijn overgenomen door de BMW R 51/3, de BMW R 68 en de Zündapp KS 601. 

##### Horex 350cc-wegracers
In 1952 deed Roland Schnell een poging om een 350cc-racer te bouwen. Hij ontwierp een geheel nieuw motorblok met een magnesium carter dat bijna volledig verborgen ging achter koelribben. De machine kreeg een dubbele bovenliggende nokkenas. Beide nokkenassen werden afzonderlijk aangedreven door kettingen: aan de rechterkant dreef een ketting de inlaatnokkenas aan, aan de linkerkant dreef een tweede ketting de uitlaatnokkenas aan. Het dubbel wiegframe had veel kenmerken van het Norton-Featherbed frame. De machine kreeg ook een swingarm-achtervering. Schnell werd kampioen van Duitsland met de machine en scoorde er ook een punt mee in het wereldkampioenschap van 1952.

##### Horex Imperator (1954-1959)
In 1954 kon Hermann Reeb eindelijk weer een tweecilinder presenteren: de Horex Imperator 400-paralleltwin. De machine werd gepresenteerd als sportmotor, maar vanaf 1955 konden klanten in plaats van de telescoopvork ook een schommelvoorvork bestellen. Daarmee waren met name de zijspanrijders geholpen. De Imperator werd zo eigenlijk de vervanger van de Horex Regina 400, die echter ook in productie bleef.

##### Horex Resident (1954-1958)
De swingarm-achtervering van de 350cc-racer had ook op de Regina kunnen worden toegepast, maar in plaats daarvan kozen Fritz Kleemann en Hermann Reeb ervoor om een nieuwe model uit te brengen. Deze Horex Resident had ook een staande eencilindermotor. De boring/slagverhouding was gewijzigd van 69 × 91,5 mm (Regina 350) naar  77 × 75 mm. Daarmee was de slag gelijk aan die van de Regina 250 en werd de motor veel "vierkanter" waardoor ze meer toeren kon draaien. De belangrijkste wijzigingen zaten echter in de veel strakkere vormgeving van de Resident, waarvan ook een weinig verkochte 250cc-versie verscheen. 

##### Horex Rebell scooter prototype (1955)
Ludwig Apfelbeck en Hermann Balk ontwikkelden in 1954 een scooter, bedoeld om in te springen op de groeiende markt. Ze bouwden een geheel nieuwe motor met een liggende cilinder en een buisframe. De Horex Rebell werd al in 1955 getest en kreeg lovende kritieken van de pers. De sterke 250cc-motor (18 pk) kon concurreren met de Heinkel Tourist. Het bleef echter bij een prototype. De scootermarkt was verzadigd en Fritz Kleemann zette het project stil. 

##### Technische gegevens jaren vijftig

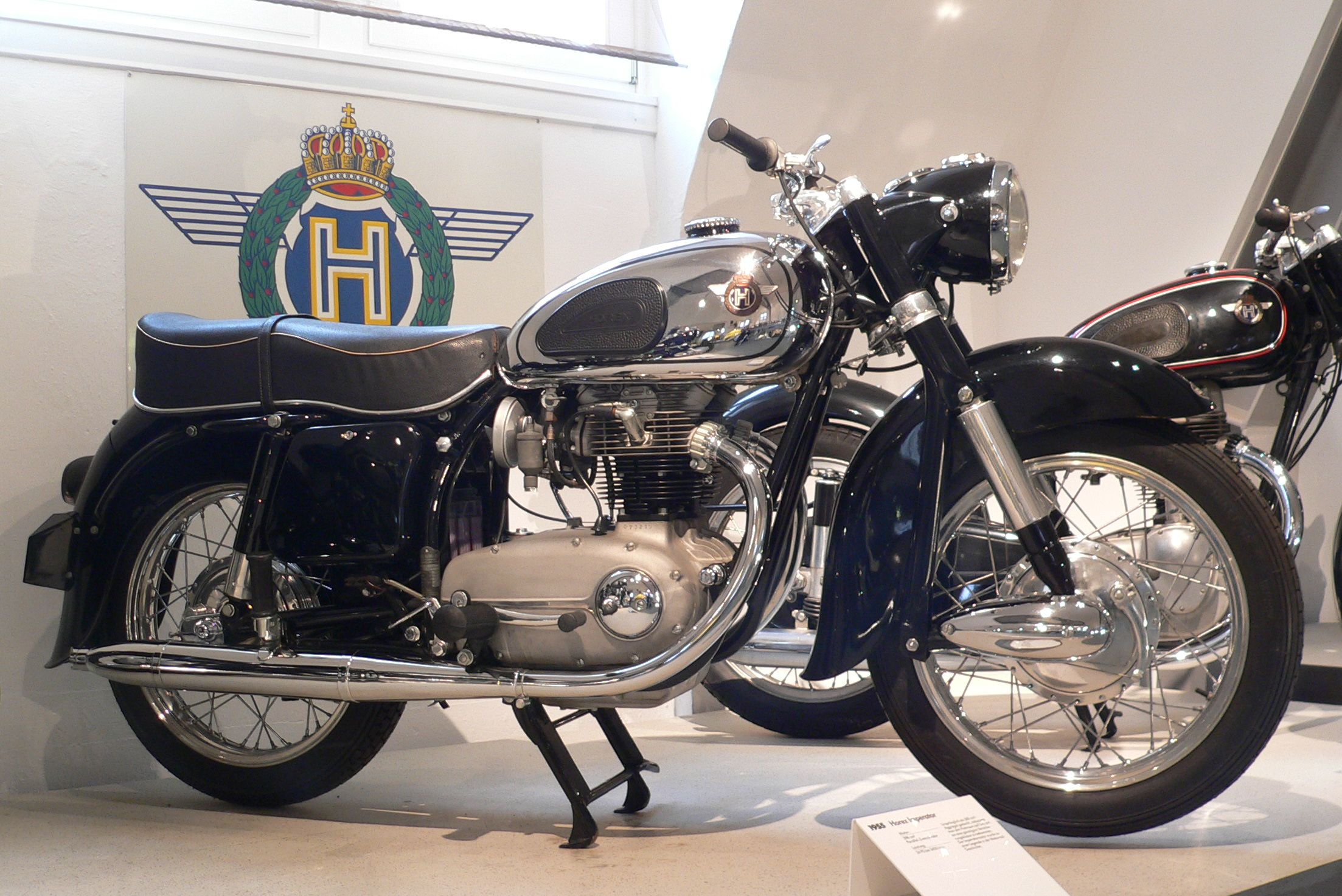
400cc-Horex Imperator uit 1955

| Horex                  | Regina 350          | Regina 250          | Regina 350 Sport    | Regina 250 V        | Imperator 400                                   | Regina 400          | Rebell               | Resident 250                                   | Resident 350                                   |
| ---------------------- | ------------------- | ------------------- | ------------------- | ------------------- | ----------------------------------------------- | ------------------- | -------------------- | ---------------------------------------------- | ---------------------------------------------- |
| Periode                | 1949-1958           | 1952-1958           | 1952-1958           | 1953-1956           | 1954-1959                                       | 1954-1956           | 1955                 | 1956-1958                                      | 1956-1958                                      |
| Categorie              | Toermotor           | Toermotor           | Sportmotor          | Toermotor           | Sportmotor                                      | Zijspantrekker      | Scooter              | Sportmotor                                     | Sportmotor                                     |
| Motortype              | OHV                 | OHV                 | OHV                 | OHV                 | OHC                                             | OHV                 | OHV                  | OHV                                            | OHV                                            |
| Bouwwijze              | Staande eencilinder | Staande eencilinder | Staande eencilinder | Staande eencilinder | Staande paralleltwin                            | Staande eencilinder | Liggende eencilinder | Staande eencilinder                            | Staande eencilinder                            |
| Boring                 | 69 mm               | 65 mm               | 69 mm               | 65 mm               | 61,5 mm                                         | 74,5 mm             | 72 mm                | Onbekend                                       | 77 mm                                          |
| Slag                   | 91,5 mm             | 75 mm               | 91,5 mm             | 75 mm               | 66 mm                                           | 91,5 mm             | 61 mm                | Onbekend                                       | 75 mm                                          |
| Cilinderinhoud         | 342,1 cc            | 248,9 cc            | 342,1 cc            | 248,9 cc            | 392,1 cc                                        | 398,9 cc            | 248 cc               | ca. 250 cc                                     | 349,2 cc                                       |
| Smeersysteem           | Dry-sump            | Dry-sump            | Dry-sump            | Dry-sump            | Wet-sump                                        | Dry-sump            | Onbekend             | Wet-sump                                       | Wet-sump                                       |
| Compressieverhouding   | 6,8:1               | 7:1                 | 6,8:1               | 7:1                 | Onbekend                                        | 6,8:1               | Onbekend             | Onbekend                                       | 7,1:1                                          |
| Max. Vermogen          | 18 pk bij 5.000 tpm | 17 pk bij 6.640 tpm | 20 pk bij 6.000 tpm | 17 pk bij 6.640 tpm | 26 pk bij 5.900 tpm                             | 22 pk bij 5.750 tpm | 18 pk bij 3.000 tpm  | 19 pk                                          | 24 pk bij 6.500 tpm                            |
| Topsnelheid            | 126 km/h            | 120 kmh             | Onbekend            | 120 km/h            | 150 km/h                                        | 130 km/h            | 120 km/h             | Onbekend                                       | Onbekend                                       |
| Primaire aandrijving   | Ketting             | Ketting             | Ketting             | Ketting             | Ketting                                         | Ketting             | Ketting              | Ketting                                        | Ketting                                        |
| Versnellingen          | 4                   | 4                   | 4                   | 4                   | 4                                               | 4                   | 4                    | 4                                              | 4                                              |
| Secundaire aandrijving | Ketting             | Ketting             | Ketting             | Ketting             | Ketting                                         | Ketting             | Ketting              | Ketting                                        | Ketting                                        |
| Rijwielgedeelte        | Brugframe           | Brugframe           | Brugframe           | Brugframe           | Dubbel wiegframe                                | Brugframe           | Buisframe            | Dubbel wiegframe                               | Dubbel wiegframe                               |
| Voorvork               | Telescoopvork       | Telescoopvork       | Telescoopvork       | Telescoopvork       | Telescoopvork, vanaf 1955: ook schommelvoorvork | Telescoopvork       | Schommelvoorvork     | Schommelvoorvork of telescoopvork (naar keuze) | Schommelvoorvork of telescoopvork (naar keuze) |
| Achtervork             | Plunjervering       | Plunjervering       | Plunjervering       | Plunjervering       | Swingarm                                        | Plunjervering       | Swingarm             | Swingarm                                       | Swingarm                                       |
| Remmen                 | Trommelremmen       | Trommelremmen       | Trommelremmen       | Trommelremmen       | Trommelremmen                                   | Trommelremmen       | Trommelremmen        | Trommelremmen                                  | Trommelremmen                                  |
| Tankinhoud             | 18 liter            | 18 liter            | 18 liter            | 18 liter            | 17 liter                                        | 18 liter            | 12 liter             | 16 liter                                       | 16 liter                                       |
| Droog gewicht          | 160 kg              | 155 kg              | Onbekend            | 155 kg              | ca. 180 kg                                      | 165 kg              | 135 kg               | Onbekend                                       | Onbekend                                       |
| Voorganger             | SB 35               | Geen                | Regina 350          | Regina 250          | Regina 400                                      | Regina 350          | Geen                 | Regina 250                                     | Regina 350                                     |
| Opvolger               | Resident 350        | Regina 250 V        | Geen                | Geen                | Geen                                            | Imperator 400       | Geen                 | Geen                                           | Geen                                           |

### Jaren zestig

#### Bedrijf
Na de sluiting van het bedrijf kocht Friedel Münch een groot aantal van de machines én van de schroothandelaar 50 overtollige 450cc-blokken die voor de "Zündapp Constellation" bedoeld waren geweest. Zijn bedoeling was om op die manier met 500cc-Horexen te kunnen blijven racen en klanten te helpen bij het onderhoud. Met een Münch-Horex 500cc-blok haalde zijspancoureur Klaus Enders zijn eerste successen in Duitsland. Hoewel hij nog steeds Horex-klanten bleef helpen, richtte hij zich vanaf 1966 op zijn eigen ontwikkeling: de 1200cc-Münch Mammut met een opgeboorde viercilinder van de NSU Prinz. 

### Jaren zeventig

#### Bedrijf
In 1977 blies Friedel Münch de merknaam nieuw leven in toen hij samen met Roland Witzel in Nidderau-Erbstadt zijn bedrijf "Motorcycle Development" opzette. Boven de grote "M" van Münch stond het Horex-logo en de eerste 1400cc-machine kreeg de naam "Münch-Horex 1400 TI". De machine bleef onder deze naam tot 1983 in productie. 

### Jaren tachtig

#### Bedrijf
Uiteindelijk verkocht Friedel Münch de merkrechten aan de motorfietsimporteur Fritz Roth in Hammelbach. Die verkocht onder de naam "Horex Rebell" bromfietsen met 50cc-blokjes van Moto Villa en later met 80cc-Sachs-blokjes, maar altijd met Italiaanse frames. Roth liet ook zwaardere enduromotoren bouwen met Rotax-motoren en uiteindelijk een Sound Of Singles-wegracer het vierklepsblok van de Honda Dominator. Fritz Roth verkocht de merknaam aan de Bajaj Group in India. 

## Horex (1984: Kram-it/HRD en Jawa)
In 1984 verschenen enkele sport- en offroad-modellen met Rotax-blokken op de markt (waarschijnlijk geproduceerd door Kram-it/HRD), later werd de merknaam opgekocht en sinds 1997 worden bij Jawa Horex-motorfietsen met een in Taiwan in licentie gebouwd Honda 125cc-viertaktblok gemaakt.

### Jaren negentig

#### Horex (1992: Japan)
In 1992 werd er in Japan een 650cc-machine met een Honda Dominator-blok gebouwd die Horex Osca 644 heette. De machine werd uitsluitend in Japan verkocht.

#### Horex (2010: Duitsland)

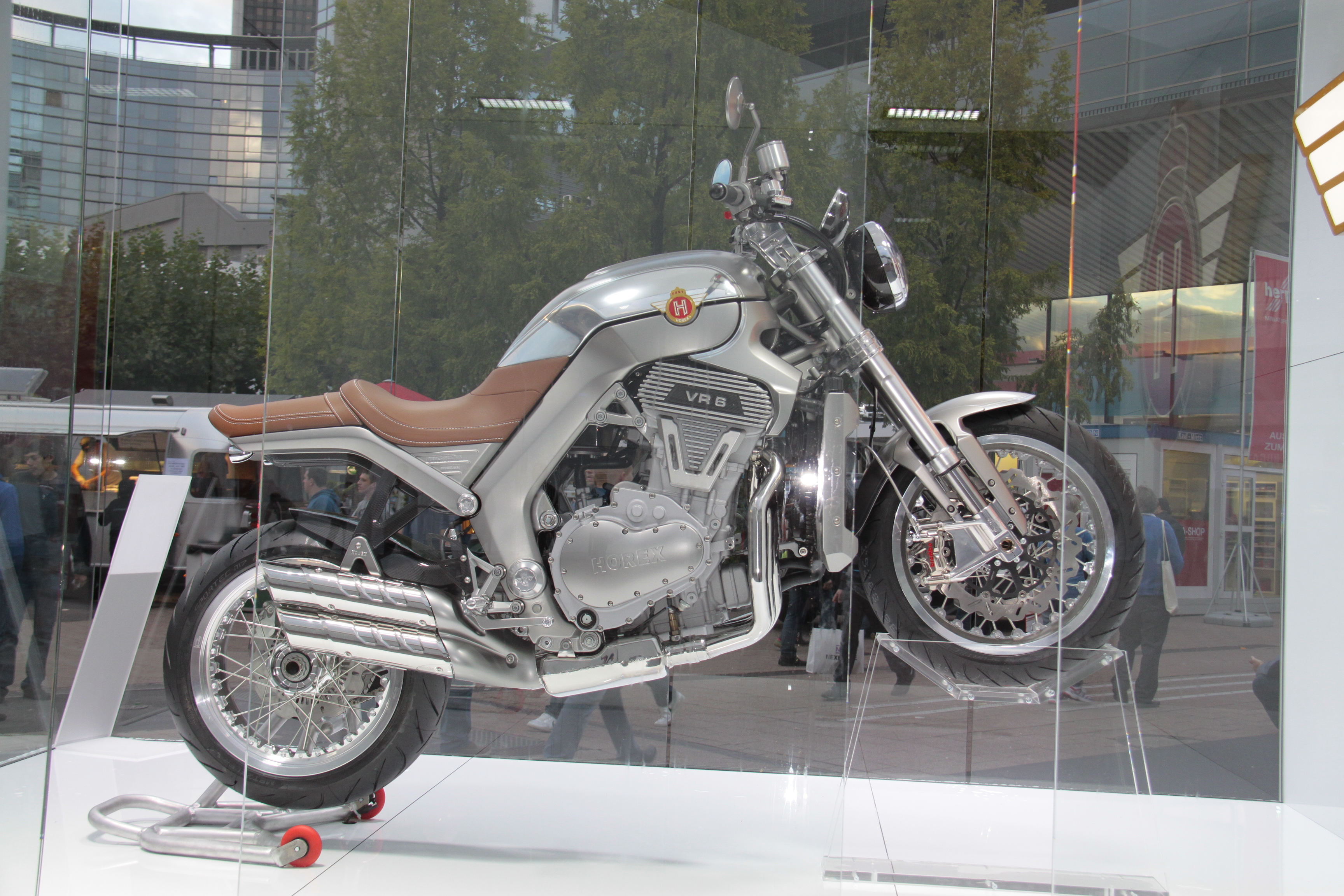
Horex VR 6

In juni 2010 kwam het bericht dat Horex opnieuw op de markt zou verschijnen. De Duitsers Clemens Neese, Frank Fischer en Fritz Rombach, die samen hadden gewerkt bij Hewlett-Packard waren de oprichters. Neese kwam in 2000 op het idee de door Volkswagen ontwikkelde VR-motor in een motorfiets te bouwen. Hiervoor kreeg hij in 2007 het patent ("VR-Motor im Einspurfahrzeug"). Al in 2006 had hij met zijn collega's de "Compact-bike Entwicklungs GmbH" opgezet. In 2007 werden de rechten op de merknaam "Horex" gekocht, en de firma heette vanaf 2010 "HOREX GmbH". In juni 2010 was een prototype gereed, maar de geplande introductie moest in de herfst van 2011 plaatsvinden.
De machine zou voorzien worden van een dwarsgeplaatste 1200cc-zescilinder VR-motor met een door een getande riem aangedreven compressor. Ook de secundaire transmissie zou door middel van een belt drive geschieden. Het eerste model moest een roadster worden.

## Spot- en bijnamen
Geht Nicht Ohne Mittreten: Bijnaam voor het 63cc-GNOM-motortje.